# Campeonato Mundial de Lucha de 1963
El XXII Campeonato Mundial de Lucha se realizó en dos sedes diferentes: la lucha grecorromana en Helsingborg (Suecia) entre el 1 y el 3 de julio y la lucha libre masculina en Sofía (Bulgaria) entre el 31 de mayo y el 2 de junio de 1963. Fue organizado por la Federación Internacional de Luchas Asociadas (FILA) y las correspondientes federaciones nacionales de los países sedes respectivos.

## Resultados

### Lucha grecorromana
| Evento | Oro                       | Plata                      | Bronce                       |
| ------ | ------------------------- | -------------------------- | ---------------------------- |
| 52 kg  | Borivoje Vukov Yugoslavia | Ignazio Fabra · Italia     | Serguei Rybalko URSS         |
| 57 kg  | János Varga · Hungría     | Jiří Švec Checoslovaquia   | Dinko Petrov Bulgaria        |
| 63 kg  | Guennadi Sapunov URSS     | Imre Polyák · Hungría      | Ivan Ivanov Bulgaria         |
| 70 kg  | Stevan Horvat Yugoslavia  | David Gvantseladze URSS    | Klaus Rost RFA               |
| 78 kg  | Anatoli Kolesov URSS      | Rudolf Vesper RDA          | Bertil Nyström · Suecia      |
| 87 kg  | Tevfik Kış Turquía        | Branislav Simić Yugoslavia | György Gurics · Hungría      |
| 97 kg  | Rostom Abashidze URSS     | Nicolae Martinescu Rumania | Hamit Kaplan Turquía         |
| +97 kg | Anatoli Roshchin URSS     | Ragnar Svensson · Suecia   | James Raschke Estados Unidos |

### Lucha libre
| Evento | Oro                      | Plata                       | Bronce                      |
| ------ | ------------------------ | --------------------------- | --------------------------- |
| 52 kg  | Cemal Yanılmaz Turquía   | Ali Aliyev URSS             | Stoiko Malov Bulgaria       |
| 57 kg  | Aidyn Ibraguimov URSS    | Hiroshi Ikeda Japón         | Mladen Gueorguiev Bulgaria  |
| 63 kg  | Osamu Watanabe Japón     | Ebrahim Seifpur Irán        | Stancho Ivanov Bulgaria     |
| 70 kg  | Iwao Horiuchi Japón      | Zarbeg Beriashvili URSS     | Gregory Ruth Estados Unidos |
| 78 kg  | Guram Sagaradze URSS     | Petko Dermendzhiev Bulgaria | İsmail Ogan Turquía         |
| 87 kg  | Prodan Gardzhev Bulgaria | Anatoli Albul URSS          | Mansur Mehdizadeh Irán      |
| 97 kg  | Alexandr Medved URSS     | Valko Kostov Bulgaria       | Hamit Kaplan Turquía        |
| +97 kg | Alexandr Ivanitski URSS  | Liutvi Ajmedov Bulgaria     | János Reznák · Hungría      |

## Medallero
| Núm. | País           | Oro | Plata | Bronce | Total |
| ---- | -------------- | --- | ----- | ------ | ----- |
| 1    | URSS           | 8   | 4     | 1      | 13    |
| 2    | Japón          | 2   | 1     | 0      | 3     |
| 2    | Yugoslavia     | 2   | 1     | 0      | 3     |
| 4    | Turquía        | 2   | 0     | 3      | 5     |
| 5    | Bulgaria       | 1   | 3     | 5      | 9     |
| 6    | Hungría        | 1   | 1     | 2      | 4     |
| 7    | Irán           | 0   | 1     | 1      | 2     |
| 7    | Suecia         | 0   | 1     | 1      | 2     |
| 9    | RDA            | 0   | 1     | 0      | 1     |
| 9    | Checoslovaquia | 0   | 1     | 0      | 1     |
| 9    | Italia         | 0   | 1     | 0      | 1     |
| 9    | Rumania        | 0   | 1     | 0      | 1     |
| 13   | Estados Unidos | 0   | 0     | 2      | 2     |
| 14   | RFA            | 0   | 0     | 1      | 1     |
|      | TOTAL          | 16  | 16    | 16     | 48    |